# Purple Day
Journée violette ou Journée pourpre
Le Purple Day (ou Journée violette ou encore Journée pourpre) est un évènement citoyen mondial qui a été créé dans le but de sensibiliser la population à l'épilepsie et de dissiper les craintes et les mythes répandus au sujet de ce trouble neurologique.

## Historique
Le concept de Purple Day a été lancé par une Canadienne de neuf ans nommée Cassidy Megan, motivée par sa propre lutte contre l'épilepsie. Le premier Purple Day a eu lieu le 26 mars 2008.

## Description
Chaque année, le 26 mars, les participants sont encouragés à porter un vêtement violet, et de nombreux monuments publics sont illuminés de cette couleur. Le violet est la couleur internationale de l'épilepsie, et elle est également connue pour symboliser la mélancolie et la solitude.
Outre la sensibilisation du grand public, ce mouvement a aussi pour objectifs de réduire les stigmates sociaux endurés par de nombreuses personnes épileptiques, d'assurer leur sécurité et la défense de leurs droits, et de leur donner les moyens d’agir dans leur environnement pour atteindre ces objectifs. Épilepsie-France, association française de patients et familles concernés par cette pathologie, soutient le Purple Day.